# Лариса (супутник)
Лариса (англ. Larissa, дав.-гр. Λάρισσα) — внутрішній супутник планети Нептун. Названа за іменем німфи з грецької міфології. Також позначається як Нептун VII.

## Історія відкриття
Лариса була відкрита Гарольдом Рейтсемою, Вільямом Габбардом, Ларрі Лебофскі, Девідом Толеном 24 травня 1981 року завдяки випадковому спостереженню із Землі покриття цим супутником зорі. Про відкриття оголошено 29 травня 1981 року, супутник отримав тимчасове позначення S/1981 N1. Повторно відкрита в 1989 році при проходженні апарату «Вояджер-2» біля Нептуна. Про це було оголошено 2 серпня 1989 р., супутник одержав ще одне тимчасове позначення, S/1989 N2. Точна дата другого відкриття не повідомлялася. Було заявлено про 10 зображень, отриманих протягом 5 днів. Таким чином, відкриття відбулося незадовго до 28 липня. Пізніше було встановлено ідентичність об'єктів S/1981 N1 і S/1989 N2

## Характеристики
Лариса має неправильну (несферичну) форму з безліччю ударних кратерів на поверхні. Жодних слідів геологічної активності не виявлено. Інших відомостей практично немає. Ймовірно, Лариса, як і інші супутники на орбітах нижче Тритона, сформувалася з уламків раніше існуючих супутників Нептуна, зруйнованих у результаті зіткнень, викликаних збуреннями від Тритона після його захоплення Нептуном на початкову орбіту з високим ексцентриситетом.
Лариса обертається нижче синхронної орбіти, внаслідок чого орбіта цього супутника поступово знижується через дії припливних сил. З часом вона може бути поглинена Нептуном або зруйнуватися через припливне розтягування і утворити кільце при досягненні межі Роша.